# 兰迪·布朗
兰迪·布朗（英語：Randy Brown，1968年5月22日—）是一名已退伍的美国NBA联盟的职业篮球运动员，曾经任芝加哥公牛教练。在新墨西哥州立大學他曾经司后卫。他在1991年的NBA选秀中第2轮第31顺位被萨克拉门托国王选中。

## 职业生涯
他在1991年的NBA选秀中第2轮第31顺位被萨克拉门托国王选中。他在萨克拉门托效力4个赛季，共得分1349分。不过他最有名的时候是他为芝加哥公牛效力的时候。
1995年布朗与公牛签署协议，他为公牛的第二次三次连续冠军提供了可贵的能量和进攻性。布朗深受球迷的喜爱。1998年/99年公牛和工会闹翻后布朗是少数依然留在球队的老球员之一。由于迈克尔·乔丹、斯科蒂·皮蓬和丹尼斯·罗德曼等缺席布朗从开局就上场，在1998-99 NBA赛季的剩下比赛中他平均每局得分8.8次、助球3.8次和射篮板球3.4次。此后他在芝加哥又待了一个赛季。他为波士顿凯尔特人和菲尼克斯太阳短期效力后于2003年退出NBA。在次期间他一共得分3148分，助球1420次。

## 教练生涯
2009年7月布朗被芝加哥公牛雇佣为球员发展指挥。次年他被任命为总经理特殊助手。2013年他被提升为助理总经理。2017年有许多报道说球员和办公室人员之间发生的不和是因为有人把球员在更衣室里说的话透露给了管理人员。有人怀疑布朗是这个泄密人。

## 个人生活
布朗已婚有三个孩子。